# Abborrträsket (Sorsele socken, Lappland, 727222-160734)
Abborrträsket, Vuoskuonjávrrie, är en sjö i Sorsele kommun i Lappland och ingår i Umeälvens huvudavrinningsområde.